# 김건태 (야구인)
김건태(金建兌, 1991년 10월 2일 ~ )는 전 KBO 리그 NC 다이노스의 투수이자, 현 KBO 리그 창원 다이노스의 투수코치이다. 개명 전 이름은 '김정훈'(金廷勳)'이다.

## 선수 시절

### 아마추어 시절
원래 유격수 출신이었으며 고교 1학년 때 투수로 전향했다. 고교 2학년 때부터 진흥고등학교의 에이스로 활약하며 화랑기에서 팀의 우승을 이끌고 MVP를 수상해 그 해 고교 최대어로 뽑혔다. MLB 모 구단에서 145만 달러를 준비 중이라는 말이 나올 정도로 해외 진출이 유력했다. 3학년 때 허리 부상으로 전반기 내내 출전하지 못했지만 후반기 봉황기에서 2연속 완봉승을 하며 건재감을 알렸다. 이러한 기대치를 바탕으로 2010년 신인 드래프트에서 전체 1라운드 2순위로 넥센 히어로즈에 입단하였다.

### 넥센 히어로즈시절
프로 첫 해에 5경기에만 출전했지만 2군에서는 올스타 선발 투수로 선정될 만큼 첫 해부터 맹활약했다. 입단 첫 해 2군 성적은 128이닝 12승 5패, 평균자책점 2.75를 기록했다. 2011년에 큰 기대를 모았으나 당시 투수코치였던 정민태의 무리한 투구폼 수정으로 밸런스가 완전히 망가졌으며 팔꿈치 인대 접합 수술을 받아 재활을 거쳐 단 한 경기도 출전하지 못했다. 2012년 6경기에 나온 후 상무 야구단에 입대했다.

### 상무 야구단시절
시즌 내내 특급 마무리로 활약했으며 시즌 후 4개국 윈터리그 대회에 경찰과의 연합팀 투수로 참가해 MVP를 수상했다.

### 넥센 히어로즈복귀
2014년에 복귀하였다. 제대 후 1군 무대에서 좋은 피칭을 잘 보여주지 못했다. 2016년 9월 16일 kt 위즈와의 경기에서 로테이션 상 스콧 맥그레거가 등판할 차례였지만 부상으로 인해 1군에서 말소되며 대체 선발로 등판해 6이닝 무실점을 기록하며 6년만에 데뷔 첫 승을 기록했다.

### NC 다이노스시절
2018년 KBO 리그 2차 드래프트를 통해 이적했다.

#### 2018년시즌
4월 27일 삼성 라이온즈와의 경기에서 선발 등판해 6이닝 5피안타, 4탈삼진, 무실점으로 호투하며 시즌 첫 승을 기록했다.

#### 2019년시즌
시즌 44경기에 등판해 51.1이닝 3점대 평균자책점, 2패, 9홀드, 32탈삼진을 기록했다.

#### 2020년시즌
10월 17일 롯데 자이언츠와의 경기에서 만루 위기를 맞았으나 김준태, 정훈을 상대로 탈삼진을 기록하며 홀드를 기록했다. 시즌 초에 부진했으나 후반기에 추격조와 롱릴리프를 오가며 활약했다.
2020년 시즌 33경기에 등판해 35이닝 1승 1패, 4홀드, 37탈삼진을 기록했다.

##### 2020년 한국시리즈
한국시리즈 엔트리에 포함됐으나 등판하지 못했다.

#### 2021년시즌
시즌 6경기에 등판해 5점대 평균자책점을 기록했다.

#### 2022년시즌
시즌 16경기에 등판해 4점패 평균자책점을 기록했다. 2022년 시즌 후 방출됐고, 은퇴를 선언했다.

## 야구선수 은퇴 후
2023년부터 창원 다이노스의 연수코치로 활동했다.

## 출신 학교
- 광주수창초등학교
- 무등중학교
- 광주진흥고등학교

## 통산 기록
| 연도 | 팀명   | 평균자책점 | 경기 | 완투 | 완봉 | 승 | 패 | 세 | 홀 | 승률  | 타자 | 이닝  | 피안타 | 피홈런 | 볼넷 | 사구 | 탈삼진 | 실점 | 자책점 |
| ---- | ------ | ---------- | ---- | ---- | ---- | -- | -- | -- | -- | ----- | ---- | ----- | ------ | ------ | ---- | ---- | ------ | ---- | ------ |
| 2010 | 넥센   | 9.39       | 5    | 0    | 0    | 0  | 0  | 0  | 0  | -     | 36   | 7.2   | 10     | 1      | 4    | 1    | 5      | 8    | 8      |
| 2012 | 넥센   | 3.60       | 6    | 0    | 0    | 0  | 0  | 0  | 0  | -     | 45   | 10    | 10     | 1      | 5    | 1    | 7      | 8    | 4      |
| 2015 | 넥센   | 7.04       | 13   | 0    | 0    | 0  | 2  | 0  | 1  | 0.000 | 79   | 15.1  | 20     | 2      | 10   | 3    | 11     | 14   | 12     |
| 2016 | 넥센   | 5.26       | 34   | 0    | 0    | 1  | 5  | 0  | 0  | 0.167 | 288  | 63.1  | 71     | 9      | 29   | 6    | 28     | 44   | 37     |
| 2017 | 넥센   | 12.00      | 5    | 0    | 0    | 1  | 0  | 0  | 0  | 1.000 | 32   | 6     | 13     | 1      | 2    | 0    | 5      | 8    | 8      |
| 2018 | NC     | 5.43       | 21   | 0    | 0    | 2  | 3  | 0  | 0  | 0.400 | 247  | 53    | 60     | 7      | 24   | 7    | 39     | 38   | 32     |
| 2019 | NC     | 3.68       | 44   | 0    | 0    | 0  | 2  | 0  | 7  | 0.000 | 215  | 51.1  | 49     | 5      | 16   | 4    | 32     | 23   | 21     |
| 2020 | NC     | 4.89       | 33   | 0    | 0    | 1  | 1  | 0  | 4  | 0.500 | 155  | 35    | 29     | 4      | 25   | 2    | 37     | 19   | 19     |
| 2021 | NC     | 5.40       | 6    | 0    | 0    | 0  | 0  | 0  | 0  | -     | 29   | 6.2   | 2      | 1      | 7    | 0    | 5      | 4    | 4      |
| 2022 | NC     | 4.42       | 16   | 0    | 0    | 0  | 0  | 0  | 0  | -     | 86   | 18.1  | 22     | 2      | 12   | 2    | 16     | 15   | 9      |
| 통산 | 10시즌 | 5.20       | 183  | 0    | 0    | 5  | 13 | 0  | 12 | 0.278 | 1212 | 266.2 | 286    | 33     | 134  | 26   | 185    | 181  | 154    |